# Comté de Jerramungup
Le Comté de Jerramungup est une zone d'administration locale sur la côte sud de l'Australie-Occidentale en Australie. Le comté est situé à 180 km à l'est d'Albany et à 440 kilomètres au sud-est de Perth, la capitale de l'État. 
Le centre administratif du comté est la ville de Jerramungup.
Le comté abrite le parc national de la rivière Fitzgerald
Le comté est divisé en un certain nombre de localités:
- Jerramungup
- Boxwood Hill
- Bremer Bay
- Fitzgerald River
- Gairdner
- Needilup

Le comté a 7 conseillers locaux et n'est plus divisé en circonscriptions.